# الدلفين الصغير (مجلة)
مجلة الدلفين الصغير هي مجلة إيطالية، تصدر شهرياً باللغة العربية. صدر العدد الأول منها في ميلانو عام 1982م، الشعار المكتوب على الغلاف وفي الترويسة «مجلة أطفال لتقديم العلم والمعرفة للأطفال في قالب من التسلية والمرح والمتعة»، تصدر المجلة من دار دلفين للنشر، التي تقدم العديد من الموسوعات المترجمة منها موسوعة الشباب، وكتب الأطفال.
يُلاحظ في المجلة اتساع الفراغ بين الرسوم والكتابة. قطع المجلة 21,5×27 سم، وهناك اهتمام من المجلة بشأن الرسم الكرتونية حيث يصل عددها إلى 19 صفحة من 48 صفحة، أما أغلب الصفحات الأخرى فهي مليئة بالرسوم بما يشبه القصص الكرتونية، لا توجد شخصيات ثابتة، وأسماء الرسامين إيطالية، أما أسماء الكتاب فغير مشار إليهامع القصص، الأسلوب مكتوب بالغين الشامية، وهناك صفحات مصورة تحمل عنوان لنقرأ الإنجليزية، تهتم المجلة بالجانب العلمي المرتبط بالممارسة، فهناك صفحات عن كيف يولد الصقور الطاقة، وصفحات تحت شعار لنلعب بالطاقة، وهناك صفحات أخرى للتعرف على الحيوانات التي تعرضت للانقراض.
المجلة لا تنشر صور القراء ولا مساهماتهم، وهي دون ملحق، تنشر المجلة إعلانات عن أجهزة موسيقية وعن إصدارات دار دلفين للنشر من كتب وموسوعات، سعر المجلة في السعودية 5 ريالات، وليست هناك إشارة إلى توزيعها في مصر، ورغم ذلك فقد كانت مؤسسة الأهرام تبيعها بثمانين قرشاً.

## فريق العمل
المدير المسؤول محمد فهد إبراهيم باشا، مدير التحرير: محمد هيثم الخياط، مستشار التحرير: عدنان يازجي، محمد أنطلي، بدر الدين علاء الدين، ويساهم في التحرير ثمانية كتاب من إيطاليا وخارجها. رسامو المجلة جميعهم إيطاليون، مذكورة أسماؤهم في الترويسة، هناك مقدمة باسم «رسالة من القرن» موقعة بالاسم نفسه، وتشير إلى أن شعار الدلفين يعني ثقافة البحر المتوسط، توجه المدرسة إلى الأطفال من السابعة حتى السابعة عشر، دون الإشارة الصريحة إلى ذلك.

## الأبواب
- تتعال نعمل معاً
- تسالي
- تعال نصنع معاً
- مدينتي